# Luchik y Snezhinka
Luchik y Snezhinka (Лучик и Снежинка) son las mascotas oficiales de los Juegos Paralímpicos de Sochi 2014 que se celebrarán en Sochi en marzo de 2014.
Luchik (11 de enero de 1998) voló a la Tierra desde un planeta donde siempre estaba caliente. Su viaje estuvo lleno de desafíos. Después de aterrizar se enfrentó a un nuevo y desconocido planeta donde era todo era diferente en comparación a su casa. Todo en la Tierra era nuevo para él: inviernos fríos, la nieve y los vientos, y por supuesto las personas desconocidas que le rodean. Luchik parecía muy diferente de las personas en la Tierra también. Tenía la piel de color ámbar, las chispas en sus ojos grandes y pelo que parecía llamas. Sin embargo, estas diferencias solo fueron externas. Luchik era agradable y amable con todos, y estaba siempre dispuesto a ayudar y apoyar a las personas que lo rodeaban. Muy pronto, la gente entiende que la diferencia entre Luchik y la gente en la Tierra se basa exclusivamente en las apariencias, y que se trataba de las percepciones iniciales de las personas que les había hecho creer que había grandes diferencias. Cuanto más se relacionaban, más descubrían sus similitudes.
La gente le enseñó esquí alpino, esquí de fondo y biatlón. Y entonces todo el mundo entiende que Luchik tenía habilidades únicas. Pronto Luchik convirtió en un verdadero favorito por todo el lugar.
Aunque tenía buenos amigos a su alrededor todavía se sentía un poco solo. No había otro estelar como él entre la gente. Por eso miraba hacia el cielo con tanta frecuencia y suspiraba...
Un día vio una estrella fugaz dejando un hermoso rastro en el cielo nocturno. Era otro espacio extraño Snezhinka (18 de mayo de 1999).
Ella voló a la Tierra desde un planeta helado. Ella tenía la piel blanca como la nieve, como la primera nieve, y parecía un cristal de nieve. En cierto modo se parecía muy diferente, pero en otros, Snezhinka y Luchik tenía mucho en común.
Luchik le presentó a sus amigos de la tierra y le dijo acerca de los deportes. Snezhinka también comenzó a practicar el esquí alpino. Juntos inventaron nuevos tipos de deportes - silla de ruedas que se encrespan y hockey. La gente admiraba sus logros increíbles y me encantó este tipo de deportes. Disfrutaron imitando la técnica de Luchik y Snezhinka y todo el mundo quería ser como este par de estrellas.
Luchik y Snezhinka superó muchas dificultades en su camino a la Tierra a través del espacio cósmico. No fue fácil para ellos adaptarse a un planeta desconocido. Sin embargo, su participación en el deporte ayudó a comprender que, al final, no son diferentes, están unidos a través de sus grandes habilidades deportivas y son buenos y fieles amigos.
Luchik y Snezhinka se convirtió en la verdadera personificación de la armonía en contraste. Juntos demuestran que todo es posible.